# Operazione Skua
Operazione Skua (Operation Skua in inglese) è un romanzo scritto da Richard T. Partridge, ufficiale della Fleet Air Arm britannica durante il periodo della seconda guerra mondiale; il libro narra principalmente di un episodio di cui lo stesso Partridge fu protagonista durante la campagna di Norvegia dell'aprile 1940: precipitato con il suo velivolo in una zona impervia e isolata, stabilì una collaborazione con l'equipaggio di un aereo tedesco che come lui era stato abbattuto.
Dal romanzo è stato tratto nel 2012 il film Prigionieri del ghiaccio (Into the White), diretto da Petter Næss.

## Trama
Alle ore 12:30 del 27 aprile 1940, una formazione di tre Blackburn Skua della Fleet Air Arm (la forza aerea della Royal Navy) decollati dalla portaerei HMS Ark Royal era in volo per proteggere un convoglio di navi britanniche al largo delle coste norvegesi. I velivoli britannici si trovarono a fronteggiare un bombardiere Heinkel He 111 tedesco, matricola numero 3178, al comando del Leutnant Horst Schopiscon partito da Aalborg in Danimarca; in realtà il bombardiere non era da solo, ma faceva parte di una formazione che volava verso Åndalsnes-Dombås dopo aver effettuato un bombardamento sullo sloop-of-war britannico HMS Flamingo.
Il duello tra i velivoli si conclude con l'abbattimento tanto dello Heinkel tedesco quanto dello Skua immatricolato con la sigla L2940, pilotato dal capitano dei Royal Marines Richard T. Partridge (ufficiale comandante dell'800 Naval Air Squadron) con l'armiere il tenente Robin S. Bostock. I velivoli compirono due atterraggi di emergenza vicino al lago Heilstugu e al lago Breidal. Dall'Heinkel riuscirono a uscire Schopiscon e il Feldwebel Karlheinz Strunk, mentre l'aviere mitragliere Josef Auchtor rimase ferito a un braccio e venne soccorso dai due; l'altro mitragliere, l'aviere Hans Hauck, rimase invece ucciso nel corso della battaglia aerea. I tre tedeschi sopravvissuti si incamminarono per trovare primo riparo in mezzo alle lande innevate. Poco distante, anche l'equipaggio a bordo del Blackburn Skua, Partridge e Bostock, sopravvisse all'atterraggio: quando si trovarono fuori dal velivolo armati di un solo lanciarazzi, spararono verso il serbatoio del relitto per paura che potesse cadere in mano ai nemici e, intravedendo un rifugio poco distante, si misero in marcia per raggiungerlo. Raggiuntolo scoprirono che al suo interno si trovano i tre aviatori della Luftwaffe, tutti armati: dopo un'iniziale sorpresa, Partridge tese la mano a Schopiscon, e iniziarono a dialogare per capire come fossero andate le cose (i tedeschi credevano di essere stati abbattuti da tre Supermarine Spitfire e non da uno Skua). Venne decsio di stabilire una tregua, e gli uomini si addormentarono l'uno accanto all'altro.
Il mattino dopo i due comandanti studiarono assieme le mappe locali per cercare di capire dove si trovavano. Durante la loro ricognizione vennero però scoperti da una pattuglia di norvegesi; per uno sfortunato caso, un colpo di fucile partito per errore uccise sul colpo Karlheinz Strunk. Attoniti per l'accaduto, passava a bassa quota sopra di loro un He 111 che mitragliò indiscriminatamente tutto il gruppo. I sopravvissuti tedeschi vennero presi prigionieri dai norvegesi, mentre i britannici Partridge e Bostock furono portati fino a Åndalnes e poi evacuati a bordo della HMS Manchester, fino in Inghilterra. Lì ripresero servizio, ma poche settimane dopo, il 13 giugno, durante l'attacco all'incrociatore Scharnhorst ancorato nel porto di Trondheim il loro Skua fu nuovamente abbattuto: Bostock morì e Partridge rimase gravemente ferito, venendo preso prigioniero dai tedeschi. I due sopravvissuti tedeschi vennero invece deportati nel vicino comune di Stryn e successivamente in Scozia come prigionieri di guerra e da lì a Cockfosters per un formale interrogatorio. Horst Schopiscon venne tradotto successivamente in un campo in Canada da dove fu rilasciato nel 1946.
Lo Skua L2940, dopo che era rimasto sul lago ghiacciato per circa sei settimane, sciogliendosi questo precipitò a 24 metri di profondità e solamente dopo 32 anni, ovvero nel 1973, venne individuato dal diving club Sykkylvenuna; circa un anno dopo una spedizione della Royal Navy operò il recuperò del relitto. Quando questo fu esposto al museo della Fleet Air Arm, i due piloti nemici, che si erano comunque tenuti in contatto dopo la fine della guerra, si rincontrarono fisicamente nel 1977 a Londra, da amici. Ne seguì anche una spedizione con Horst Schopis, che aveva 92 anni, e il figlio di Partridge (dato che Partridge era deceduto nel 1990) nella capanna dove dormirono assieme la prima notte.

## Edizioni
- (EN) Richard Thomas Partridge, Operation Skua, Friends of the Fleet Air Arm Museum, 1983, ISBN 9780902633865.